# أغنيس ناغي
أغنيس ناغي (بالمجرية: Nagy Ágnes)‏ هي لاعبة كرة قدم مجرية، ولدت في 27 يوليو 1992 في كيكسكيميت في المجر. لعبت مع MTK Hungária FC (women) ‏.

## وصلات خارجية
- أغنيس ناغي على موقع الاتحاد الأوربي (الإنجليزية)
- أغنيس ناغي على موقع اتحاد المجر (الهنغارية)
- أغنيس ناغي على موقع قاعدة بيانات كرة القدم.إي يو (الإنجليزية)
- أغنيس ناغي على موقع Soccerway.com (الإنجليزية)
- أغنيس ناغي على موقع عالم كرة القدم.نت (الإنجليزية)